# Старовозрастные ельники Стеблевского и Ново-Покровского лесничеств
Старовозрастные ельники Стеблевского и Ново-Покровского лесничеств — государственный природный заказник (комплексный) регионального (областного) значения Московской области. На заказник возложены следующие задачи:
- сохранение и восстановления природных комплексов;
- сохранение местообитаний редких видов растений и животных.

Заказник основан в 1988 году. Местонахождение: Московская область, Можайский городской округ, в 1,5 км к западу от деревни Стеблево, в 0,4 км к северо-западу от деревни Голышкино, в 0,2 км к востоку от деревни Новопокров, в 0,3 км к югу от деревни Рассолово сельского поселения Порецкое. Площадь заказника составляет 1047,85 га. Заказник расположен в кварталах 31—33, 35, 46, 47, 59, 60 Ново-Покровского участкового лесничества Бородинского лесничества.

## Описание
Территория заказника располагается на восточном макросклоне Московской возвышенности в зоне распространения плоских и волнистых свежих и влажных моренных равнин. Абсолютные высоты территории изменяются от 198 м над уровнем моря (отметка уреза воды в реке Москве на севере заказника) до 235 м над уровнем моря (на склоне плосковершинного холма в юго-восточном углу заказника). Кровля дочетвертичного фундамента местности представлена известняками и мергелями среднего карбона.
Государственный природный заказник включает плоские (на западе) и волнистые (на востоке) участки моренных равнин, прорезаемые овражно-балочными эрозионными формами и долинами малых рек — правых притоков реки Москвы, правобережные фрагменты долины которой занимают северную оконечность заказника. Субгоризонтальные и пологонаклонные поверхности моренных равнин сложены покровными суглинками на морене. Высота плосковершинных холмов заказника — до 5—7 м.
Долина реки Москвы в заказнике включает узкие участки поймы и фрагменты первой надпойменной террасы, сложенные, соответственно, аллювиальными и древнеаллювиальными отложениями. Правые отроги долины имеют ширину до 100 м и более, глубину вреза — до 5 м. Борта овражно-балочных эрозионных форм и долин имеют крутизну до 15 градусов и более. Поверхности бортов сложены делювиальными суглинками, днища — галечно-валунным песчано-супесчаным или суглинистым пролювием.
Гидрологический сток заказника направлен на север в русло реки Москвы. Территория прорезается постоянными и временными водотоками. Ширина русел малых рек, притоков реки Москвы — до 2 м. В днищах эрозионных форм вскрываются выходы на поверхность грунтовых вод.
Почвенный покров территории представлен дерново-подзолистыми почвами на суглинистых отложениях, дерново-подзолисто-глеевыми по понижениям, перегнойно-глеевыми и гумусово-глеевыми на переувлажненных участках в днищах эрозионных форм.

### Флора и растительность
Для территории заказника характерны еловые и березово-еловые субнеморальные леса, участки осиновых и осиново-еловых лесов, местами с широколиственными породами, и сероолыпаники влажнотравные. Значительная площадь занята лесокультурами ели, местами — ели и сосны.
Большие массивы старовозрастных еловых лесов находятся в кварталах 31, 33, 46 и 47 Ново-Покровского участкового лесничества.
На наиболее дренированных участках плакоров в составе ельников присутствуют широколиственные породы (липа, дуб, вяз, клен) в подросте или во втором ярусе. В кустарниковом ярусе этих лесов участвует лещина, бересклет бородавчатый, жимолость лесная, волчеягодник, или волчье лыко обыкновенное (редкий и уязвимый вид, не включенный в Красную книгу Московской области, но нуждающийся на её территории в постоянном контроле и наблюдении). В составе травяного яруса кислично-широкотравных еловых лесов много видов дубравного широкотравья, часто они преобладают. В травостое доминирует сныть обыкновенная, довольно обильны медуница неясная, печеночница благородная (занесена в Красную книгу Московской области), копытень европейский, звездчатка жестколистная, кислица обыкновенная, бор развесистый, ветреница дубравная (занесена в Красную книгу Московской области). Иногда встречается колокольчик крапиволистный (редкий и уязвимый вид, не включенный в Красную книгу Московской области, но нуждающийся на её территории в постоянном контроле и наблюдении).
Вторичные осиновые старовозрастные леса с елью и подростом широколиственных пород встречаются в восточной и южной частях заказника. В них подрастает ель и широколиственные породы — дуб, липа, клен платановидный. На старых осинах изредка встречается охраняемый в области вид мха — некера перистая. Участки липово-еловых и елово-липовых кустарниковых широкотравных сообществ с доминированием зеленчука представлены массивом в кварталах 35 и 47 среди старых осинников. Это леса старого парка, среди которых сохранились отдельные липы с диаметром ствола до двух метров, на которых растет охраняемый в Московской области лишайник — рамалина мучнистая. На упавших стволах найдено несколько экземпляров редкого гриба — ежовика коралловидного (занесен в Красную книгу Московской области).
На водоразделах, пологих склонах водоразделов и на высоких речных террасах в заказнике распространены преимущественно субнеморальные еловые леса (чистые и с участием березы, реже осины, сосны) средневозрастные и старовозрастные, а также березово-еловые и елово-березовые леса, иногда с единичной примесью осины и сосны. Диаметры стволов старых елей достигают в среднем 50—70 см. Возобновление ели в этих лесах — от среднего до обильного. Встречаются участки мелколиственно-еловых лесов, где ель образует второй ярус. Кустарники представлены жимолостью лесной, крушиной ломкой, лещиной обыкновенной, малиной (на осветленных участках), реже бересклетом бородавчатым и бузиной кистистой (красной). Изредка встречаются единичные экземпляры подроста калины обыкновенной, отмечен подрост можжевельника обыкновенного. Травяной ярус в еловых лесах довольно однообразен, встречаются почти мертвопокровные сообщества, чаще редкотравные с проективным покрытием менее 20 процентов. Преобладает обычно кислица обыкновенная, ей сопутствуют живучка ползучая, ожика волосистая, зеленчук жёлтый, щитовники картузианский (игольчатый) и мужской, гравилат городской, хвощ луговой. Единично встречаются сныть обыкновенная, звездчатка жестколистная, лютик кашубский, копытень европейский, медуница неясная, мицелис стенной, золотарник обыкновенный, костяника, фиалка теневая. На нарушенных участках обычна крапива двудомная. Мхи присутствуют на валежнике, комлях, стволах деревьев, а напочвенного покрова не образуют. Иногда встречаются пятна зеленых мхов, где доминирует преимущественно плеврозиум Шребера. На старых елях растет охраняемый в области лишайник — уснея жестковолосатая и другие редкие эпифитные кустистые лишайники — бриории сивоватая, волосовидная и буроватая.
В некоторых кварталах значительны площади еловых лесокультур разного возраста, особенно в квартале 32. Часть старовозрастных еловых лесов и старых лесокультур погибла в результате деятельности короеда-типографа. Больших площадей, пораженных короедом, не отмечено, однако участки с усыхающими, сухими и упавшими елями встречаются довольно часто. На месте вывалов разрастается малина, крапива двудомная, сныть, гравилат. Есть еловый подрост. Леса с участием сосны (трансформированные лесокультуры) представлены небольшими фрагментами в юго-восточной и южной частях заказника.
Мелколиственно-еловые и елово-мелколиственные производные леса с участием березы, осины, ивы козьей и ольхи серой характеризуются более развитым кустарниковым и травяным ярусами. В травостое, помимо типично лесных видов появляются лугово-лесные и луговые (по опушкам и полянам) растения, такие как буквица лекарственная, земляника лесная, овсяница гигантская, осока лесная, пикульник обыкновенный, лапчатка прямостоячая, по опушкам растут любка двулистная и колокольчик персиколистный (оба — редкие и уязвимые виды, не включенные в Красную книгу Московской области, но нуждающиеся на её территории в постоянном контроле и наблюдении).
Встречаются участки вторичных березняков, как молодых, так и средне- и старовозрастных, особенно большие площади березняков расположены на востоке заказника (33, 35 и 47 кварталы). Для многих березовых лесов характерен обильный еловый подрост.
В эрозионных ложбинах и неглубоких западинах формируются влажнотравные сообщества с доминированием таволги вязолистной и крапивы. Здесь встречаются лютик ползучий, щучка дернистая, звездчатка дубравная, купальница европейская, пальчатокоренник Фукса (оба — редкие и уязвимые виды, не включенные в Красную книгу Московской области, но нуждающиеся на её территории в постоянном контроле и наблюдении) и другие. Единично присутствуют ольха серая, крушина ломкая и кустарниковые ивы (пепельная, трехтычинковая).
Леса пологих частей склонов долины реки Москвы представлены субнеморальными старовозрастными ельниками кислично-зеленчуковыми и кислично-папоротниково-зеленчуковыми. В пределах этих лесов отмечены усыхающие и усохшие ели, пораженные короедом-типографом, или участки леса с поваленными елями. Кустарники представлены лещиной и жимолостью лесной. Из папоротников наибольшим обилием отличается щитовник распростёртый, встречаются щитовники мужской и картузианский, голокучник Линнея, кочедыжник женский и фегоптерис связывающий. Кроме кислицы и зеленчука встречается печеночница благородная, живучка ползучая, местами много хвоща лугового или лесного, а иногда — черники и осоки пальчатой. Напочвенный покров (покрытие 50—90 процентов) образован зелеными таёжными и дубравными (неморальными) мхами, а также печеночным мхом — плагиохиллой порелловидной.
Склоны долины реки Москвы и оврагов заняты ельниками с примесью березы и сосны травяными, травяно-кисличными и редкотравными. Высота елей около 30 м, диаметры стволов 20—40 см (до 50 см). В подросте участвуют ель, рябина, клен платановидный, осина, на прибровочных участках встречается подрост дуба. Кустарники представлены единичными экземплярами лещины, жимолости лесной, бересклета бородавчатого и куртинами малины в окнах. В травяном ярусе преобладает кислица, ей сопутствуют живучка ползучая, гравилат городской, звездчатка жестколистная, зеленчук жёлтый, осока волосистая, яснотка крапчатая, щитовник картузианский, бор развесистый, медуница неясная, мицелис стенной, чистотел большой, хвощ луговой, ожика волосистая, костяника, чистец лесной, крапива двудомная. В нижних частях склонов доминируют пролесник многолетний, кочедыжник женский.
Нижние части склонов долин реки Москвы, её притоков и ручьев заняты ельниками с ольхой серой влажнотравными или папоротниковыми. В кустарниковом ярусе единично встречаются крушина, смородина. В травостое доминирует таволга вязолистная или кочедыжник женский. Отмечены чистец лесной, гравилат речной, бодяк разнолистный, василистник водосборолистный, лютик ползучий, щучка дернистая, сныть обыкновенная, звездчатка дубравная, колокольчик широколистный (редкий и уязвимый вид, не включенный в Красную книгу Московской области, но нуждающийся на её территории в постоянном контроле и наблюдении) и другие.
Долины рек и ручьев, а также обширные западины на водоразделах заняты сероольховыми лесами с ивами козьей, пятитычинковой и пепельной влажнотравными. Единично присутствует крушина ломкая. В травостое этих местообитаний доминируют таволга вязолистная и крапива двудомная. Встречаются тростник южный, камыш лесной, щучка дернистая, осока сближенная, бодяк разнолистный, сныть обыкновенная, селезеночник очереднолистный, гравилат речной, изредка — страусник обыкновенный.
В пойме реки Москвы растут также ивы пятитычинковая, белая и ломкая, черемуха, хмель, смородина чёрная, недотрога железистая и колокольчик широколистный.

### Фауна
Животный мир территории заказника отличается относительной сохранностью и репрезентативностью для природных сообществ Московской области, однако остается недостаточно изученным. В пределах заказника зафиксировано 73 вида позвоночных животных, в том числе не менее пяти видов амфибий, один вид пресмыкающихся, 51 вид птиц и 16 видов млекопитающих.
В границах заказника можно выделить три основных ассоциации фауны (зооформации): хвойных (еловых) лесов, лиственных лесов, водно-болотных местообитаний. Примыкающие к границам заказника обширные сельскохозяйственные угодья населяет характерная луго-полевая зооформация.
Зооформация хвойных лесов преобладает на территории заказника, населяя как чистые ельники, так и смешанные хвойно-широколиственные и хвойно-мелколиственные леса, а также старые березняки и осинники с развитым вторым ярусом и подростом ели. Основу населения хвойных лесов составляют: серая жаба, живородящая ящерица, канюк, тетерев, вяхирь, желна, большой пёстрый дятел, крапивник, сойка, кедровка (вид занесён в Красную книгу Московской области), черноголовая славка, пеночка-весничка, пеночка-теньковка, желтоголовый королёк, серая мухоловка, зарядка, певчий дрозд, пухляк, московка, обыкновенный поползень, пищуха, зяблик, чиж, обыкновенный снегирь, обыкновенная бурозубка, лесная куница, рыжая полёвка, белка. В глубоких оврагах в северо-западной части заказника сохранилась колония барсуков.
Зооформация лиственных лесов связана на территории заказника главным образом с осинниками, березняками и сероольшаниками, а также небольшими фрагментами широколиственных лесов. Такие биотопы предпочитают остромордая и травяная лягушки, иволга, садовая славка, пеночка-трещотка, рябинник, чёрный дрозд, длиннохвостая синица, большая синица, лазоревка, мухоловка-пеструшка, зяблик, обыкновенный ёж, чёрный хорь.
Водно-болотный фаунистический комплекс приурочен на территории заказника к небольшим заболоченным понижениям, поймам лесных ручьев и пойме реки Москвы, которая обрамляет территорию заказника с севера. В мелких лесных водоемах, часто образованных бобрами, обычны прудовые лягушки, а в заводях Москвы-реки — лягушки озёрные. Здесь же можно встретить выводки кряквы. В поймах распространены американская норка, горностай, встречается енотовидная собака. Кустарниково-луговые поймы предпочитают для гнездования болотная камышовка, речной сверчок, варакушка, обыкновенная чечевица. В долине Москвы-реки обычен чёрный коршун (вид занесён в Красную книгу Московской области), в 1980—1990-х годах здесь часто отмечалась скопа (вид занесён в Красные книги России и Московской области). В пойме Москвы изредка встречается белый аист (вид занесён в Красную книгу Московской области), вероятно прилетающий сюда из Чернево, где ежегодно гнездится.
По периферии лесного массива и на примыкающих к границам заказника лугах и залежах обычны виды луго-полевого и опушечного зоокомплекса: коростель, перепел, белая трясогузка, лесной конёк, сорока, луговой чекан, черноголовый щегол, обыкновенная овсянка, крот, обыкновенная полёвка.
На всей территории заказника встречаются лось, кабан, лисица, заяц-беляк, обыкновенная кукушка, ворон.

## Объекты особой охраны заказника
Охраняемые экосистемы: еловые и березово-еловые субнеморальные леса; участки еловых, осиновых и осиново-еловых лесов с широколиственными породами во втором ярусе; склоновые еловые леса с участием и подростом широколиственных пород; сероолыпаники с ивами влажнотравные.
Места произрастания и обитания охраняемых в Московской области, а также иных редких и уязвимых видов растений и животных, зафиксированных на территории заказника и перечисленных ниже, а также тетерева и барсука.
Охраняемые в Московской области, а также иные редкие и уязвимые виды растений:
- виды, занесенные в Красную книгу Московской области — печеночница благородная, ветреница дубравная, некера перистая;
- виды, являющиеся редкими и уязвимыми таксонами, не включенные в Красную книгу Московской области, но нуждающиеся на территории области в постоянном контроле и наблюдении — колокольчики крапиволистный и широколистный, пальчатокоренник Фукса, любка двулистная, купальница европейская, волчеягодник обыкновенный, или волчье лыко обыкновенное.

Охраняемые в Московской области виды грибов (виды, занесенные в Красную книгу Московской области): ежовик коралловидный.
Охраняемые в Московской области, а также иные редкие и уязвимые виды лишайников:
- виды, занесенные в Красную книгу Московской области — уснея жестковолосатая, рамалина мучнистая;
- иные редкие виды — бриории сивоватая, буроватая и волосовидная.

Охраняемые в Московской области, а также иные редкие и уязвимые виды животных:
- виды, занесенные в Красную книгу Российской Федерации и Красную книгу Московской области — скопа (изредка);
- виды, занесенные в Красную книгу Московской области — белый аист, чёрный коршун, кедровка.